# The Best of Nick Cave and the Bad Seeds
The Best of Nick Cave and the Bad Seeds è un album di raccolta del gruppo musicale australiano Nick Cave and the Bad Seeds, pubblicato nel 1998.

## Tracce
1. Deanna – 3:36
2. Red Right Hand (Single Version) – 4:48
3. Straight to You – 4:35
4. Tupelo (Single Version) – 5:12
5. Nobody's Baby Now – 3:53
6. Stranger Than Kindness – 4:42
7. Into My Arms – 4:14
8. (Are You) The One That I've Been Waiting For? – 4:06
9. The Carny – 8:01
10. Do You Love Me? (Single Version) – 4:37
11. The Mercy Seat (Single Version) – 5:08
12. Henry Lee (featuring PJ Harvey) – 3:56
13. The Weeping Song (Single Version) – 4:20
14. The Ship Song (Single Version) – 4:42
15. Where the Wild Roses Grow (featuring Kylie Minogue) – 3:57
16. From Her to Eternity – 5:32